# Ectocyclops
Ectocyclops is een geslacht van eenoogkreeftjes uit de familie van de Cyclopidae.

## Soorten
- Ectocyclops affinis (Sars G.O., 1863)
- Ectocyclops bradyi Mahoon & Zia, 1985
- Ectocyclops bromelicola Kiefer, 1935
- Ectocyclops clausi Mahoon & Zia, 1985
- Ectocyclops compactus (Sars G.O., 1909)
- Ectocyclops coperes (Gurney, 1928)
- Ectocyclops dilatatus (Sars G.O., 1927)
- Ectocyclops fimbriatus (Fischer, 1853)
- Ectocyclops forbesi Mahoon & Zia, 1985
- Ectocyclops herbsti Dussart, 1984
- Ectocyclops hirsutus Kiefer, 1930
- Ectocyclops ilariensis Onabamiro, 1952
- Ectocyclops medius Kiefer, 1930
- Ectocyclops mozhae Baribwegure & Dumont, 2000
- Ectocyclops oligarthrus (Sars G.O., 1909)
- Ectocyclops phaleratus (Koch, 1838)
- Ectocyclops polyacanthus Harada, 1931
- Ectocyclops polyspinosus Harada, 1931
- Ectocyclops poppei (Rehberg, 1880)
- Ectocyclops rahmi Lindberg, 1957
- Ectocyclops rubescens Brady, 1904
- Ectocyclops sarsi Mahoon & Zia, 1985
- Ectocyclops strenzkei Herbst, 1959